# Jess Wade
Pour les articles homonymes, voir Wade.
Jessica Alice Feinmann Wade, dite Jess Wade, née à Londres en 1988, est une physicienne britannique à l'Imperial College London. Ses recherches portent sur les diodes électroluminescentes à base de polymères et à polarisation circulaire. Elle mène également un travail de sensibilisation du public dans les STIM, en particulier dans la promotion de la physique pour les filles.
Elle est lauréate de plusieurs prix pour sa contribution à la science et à l'égalité des sexes.

## Enfance et études
Jess Wade, de son nom complet Jessica Alice Feinmann Wade, naît à Londres en 1988.
Elle étudie à la South Hampstead High School (en) jusqu'en 2007. Elle suit ensuite un cours de base (en) en art et design au Chelsea College of Art and Design et obtient en 2012 un diplôme de maîtrise en science (MSci) de physique à l'Imperial College London. Elle poursuite ses études à l'Imperial College et obtient un doctorat (Ph.D.) en physique en 2016,. Sa thèse porte sur la nanométrologie dans les semi-conducteurs organiques et les appareils, sous la direction de Ji-Seon Kim au sein du Centre d'électronique plastique de l'Imperial College.

## Recherches et parcours universitaire
À partir de 2018, Jess Wade est chercheuse postdoctorale, associée de recherche en électronique plastique (en) dans le groupe de physique du solide à l'Imperial College London, spécialisée dans le développement et la caractérisation de couches minces de polymères émettant de la lumière.

### Engagement pour la diversité
Jess Wade est engagée pour la diversité, en particulier l'égalité des sexes, dans les domaines scientifiques. En 2017, elle a représenté le Royaume-Uni à l'International Visitor Leadership Programme du département d'État des États-Unis Hidden No More et collaboré[Quand ?] au WISE Young Women’s Board et au WES Council par l'intermédiaire du Stimulating Physics Network. Elle a critiqué les coûteuses campagnes de promotion des sciences pour les filles, qui n'intéresseraient qu'une petite minorité, et les établissements où les filles peuvent étudier la « composition chimique du rouge à lèvres et du vernis à ongles ». Elle estime que 5 ou 6 millions de livres sterling sont investis au Royaume-Uni pour promouvoir la carrière scientifique des femmes mais avec peu de mesure des résultats. Elle a grandement contribué à une campagne de Wikipédia qui encourage la création d'articles sur les femmes universitaires notables,,,. Elle y a rédigé les biographies sur 1 800 femmes scientifiques, mais aussi des biographies de personnes « perçues comme non blanches » dont le travail n’était pas présenté dans Wikipedia.
Jess Wade a coordonné une équipe britannique de 55 personnes pour la 6e conférence internationale sur les femmes en physique, ce qui lui a valu une invitation à discuter en Allemagne de l'équilibre entre les sexes à l'Institute of Physics[réf. souhaitée]. Elle consacre aussi une fraction importante de son temps à soutenir la participation des élèves, à travers des activités scolaires, des festivals et l'organisation d'une série d'événements pour les filles à l'Imperial College London, financés par des subventions publiques de la Royal Academy of Engineering, de la Royal Society of Chemistry et de la Société de biochimie (en)[réf. souhaitée].
Jess Wade est membre du comité de Londres et du Sud-Est de l'IOP, du comité des femmes en science de l'IOP et  du Juno Transparency and Opportunity Committee du département de physique de l'Imperial College de Londres.

### Récompenses
Jess Wade a reçu des prix reflétant sa contribution à la science, à la communication scientifique et à la diversité et l'inclusion.
- Médaille Julia Higgins de l'Imperial College en 2017[17],[18] en reconnaissance de son travail de soutien à l'égalité des sexes.
- Prix Robert-Perrin en science des matériaux[19],[20] de l'Institut des matériaux, des minéraux et l'exploitation minière.
- Prix Jocelyn-Bell-Burnell pour les femmes en physique de l'IOP en 2016.
- Prix du communicateur en physique en début de carrière de l'IOP en 2015[21].
- Prix de l'Imperial College Union (en) 2015[22].
- Vainqueur en 2015 de la Colour Zone de I'm a Scientist, Get Me Out of Here, un projet d'engagement scientifique en ligne dirigé par Mangorolla CIC[23].
- Médaille et prix Daphne Jackson en 2018 pour avoir « agi comme une ambassadrice internationalement reconnue pour les STIM »[24].
- « Mention honorable » lors de l'attribution du prix du Wikimédien de l'année 2018 par le cofondateur de Wikipédia Jimmy Wales, pour son « effort annuel pour sur les scientifiques et ingénieurs sous-représentés dans Wikipédia »[25].
- British Empire Medal (BEM) en 2019 pour son apport à l'égalité des sexes en science[26].